# Puntate di Noah's Arc
Noah's Arc è una serie televisivacomica statunitense creata, scritta e diretta da Patrik-Ian Polk. La serie, che presenta prevalentemente personaggi omosessuali neri e latini, ruota attorno alle vite di quattro amici gay neri che vivono a Los Angeles, in California.
| Stagione         | Episodi | Uscita primo episodio | Uscita ultimo episodio |
| ---------------- | ------- | --------------------- | ---------------------- |
| Prima stagione   | 9       | 19 ottobre 2005       | 7 dicembre 2005        |
| Seconda stagione | 8       | 6 agosto 2006         | 4 ottobre 2006         |

## Episodi

### Prima stagione
| Episodio | Titolo                        | Messa in onda    |
| --- | ----------------------------- | ---------------- |
| 1 | My One Temptation, Part 1     | 19 ottobre 2005  |
| Noah presenta i suoi migliori amici Alex, Ricky e Chance al suo nuovo amico Wade, uno sceneggiatore etero. I ragazzi notano l'attrazione di Noah per Wade e lo mettono in guardia contro un eventuale coinvolgimento (ma c'è una possibilità che Wade possa essere gay). Nel frattempo, Ricky lotta per resistere alle avance del nuovo commesso del suo negozio; Alex scopre "l'attività extracurricolare" del suo fidanzato Trey; e Chance sente la pressione del trasloco con il suo nuovo uomo e la sua figliastra.                                                                                                  |                               |                  |
| 2 | My One Temptation, Part 2     | 19 ottobre 2005  |
| Il mistero intorno alla sessualità di Wade si approfondisce dopo una serata provocatoria con Noah. Nel frattempo, Alex trova una soluzione intelligente alla dipendenza dal cyber-sesso di Trey; Ricky continua le sue scappatelle; e Chance tradisce la sua nuova casa con il suo vecchio appartamento. |                               |                  |
| 3 | Don't Mess with My Man        | 26 ottobre 2005  |
| Dopo aver trascurato per settimane i suoi amici a favore del suo nuovo fidanzato, Noah cerca di riunire tutti al brunch della domenica. Ma l'ignoranza di Wade su tutto ciò che è legato all'omosessualità traspare, così come la sua gelosia per Noah. Nel frattempo, Alex si occupa delle strane "nuove inclinazioni" sessuali di Trey; Ricky cade dal pero quando il simpatico nuovo commesso del suo negozio, Raphael, non sembra desiderarlo; e Chance sospetta che Eddie abbia barato. |                               |                  |
| 4 | Don't Make Me Over            | 2 novembre 2005  |
| Noah insiste nell'incontrare gli amici eterosessuali di Wade, ma si sente a disagio quando scopre che Wade non ha fatto coming out con loro. Frustrato dall'atteggiamento di Wade, Noah lotta per mantenere la sua posizione ed essere fedele alla sua identità. Nel frattempo, Alex sciocca tutti iscrivendosi a un concorso di drag queen; Ricky cerca di dimostrare ai suoi amici che lui ha degli appuntamenti; e Chance si è consolato per i suoi recenti problemi di relazione. |                               |                  |
| 5 | Nothin' Goin' On but the Rent | 9 novembre 2005  |
| La vita di Noah prende una brutta piega quando è in ritardo sul suo affitto e deve vendere la sua amata auto d'epoca dopo aver rifiutato l'aiuto finanziario di Wade. Continuando la sua evoluzione nel ragazzo perfetto, Wade decide di fargli una festa di compleanno a sorpresa per tirarlo su di morale. Ma il destino si complica quando Noah ottiene il suo primo lavoro di alto livello come sceneggiatore. Nel frattempo, Chance arriva a misure estreme per cercare di salvare la sua relazione; Alex fa un importante cambiamento di carriera; e il comportamento irresponsabile di Ricky sfugge al controllo. |                               |                  |
| 6 | Writing to Reach You          | 16 novembre 2005 |
| Quando la carriera di Wade prende una spirale discendente, Noah gli suggerisce di collaborare a un progetto, con risultati disastrosi. Allo stesso tempo, Alex monopolizza il tempo di tutti per creare la sua nuova attività, mentre cerca di affrontare la sua stessa gelosia per la nascente amicizia di Trey con un collega di lavoro apparentemente etero. Inoltre, la nuova relazione di Chance con T-Money Thuggish non è ciò che sembra; e Ricky ottiene più di quanto ha contrattato quando si interessa a un simpatico dottore latinoamericano che l'aiuta nella clinica di Alex.                              |                               |                  |
| 7 | Love Is a Battlefield         | 23 novembre 2005 |
| Dopo il successo del suo primo lavoro, Noah decide di trovare un modo per ripristinare la "virilità professionale" di Wade. Nel frattempo, la banda si raduna attorno a Ricky mentre affronta una crisi personale; Alex prova a riconquistare Trey; e Chance prende una decisione importante sulla sua relazione fallita con Eddie. |                               |                  |
| 8 | I'm with Stupid               | 30 novembre 2005 |
| Wade si avvicina temporaneamente a Noah, causando molta più tensione di quanto Noah si aspettasse. Nel frattempo, la richiesta speciale di Chance alla sua "Chiesa della fanciullezza" incontra una risposta non entusiasta; Alex ignora i segnali che il suo rapporto con Trey è meno che riparato; e Ricky capisce lo stato della sua relazione con il bel dottore, Junito. |                               |                  |
| 9 | Got Til It's Gone             | 7 dicembre 2005  |
| Mentre le tensioni si innalzano tra Noah e Wade, un estraneo bello minaccia di squartarle. Nel frattempo, Chance e Eddie fanno un grande passo; Alex fraintende i segnali della sua relazione; e Ricky cerca disperatamente di dimenticare Junito. Wade esprime infine il suo amore per Noah. |                               |                  |

### Seconda stagione
| Episodio | Titolo                       | Messa in onda     |
| --- | ---------------------------- | ----------------- |
| 1 | Housequake                   | 9 agosto 2006     |
| Noah e la banda sperimentano più di una semplice scossa fisica! Un viaggiatore ritorna con qualche interessante 'bagaglio'. Un terremoto costringe Noah a trasferirsi con Malik, Noah si imbatte in Wade e si rende conto di non essere sopra di lui.                                                                 |                              |                   |
| 2 | It Ain't Over 'Til It's Over | 16 agosto 2006    |
| Un viaggio di shopping per l'arredamento di una nuova casa va storto quando un membro della famiglia scompare e le eventi del passato minacciano di riaccendere le vecchie fiamme. Ricky sorprende se stesso, e un certo qualcuno, con una rivelazione.                                                               |                              |                   |
| 3 | Desperado                    | 23 agosto 2006    |
| Cosa ottieni quando mischi un doppio appuntamento con il tuo ex, due incontri scandalosi con un aiuto assoldato, un ospite inatteso e due casalinghe disperate? Una ricetta per il disastro. |                              |                   |
| 4 | Excuses for Bad Behavior     | 30 agosto 2006    |
| Noah è sconvolto quando una star dell'hip-hop britannico si ferma in città. Ricky si ritrova impegnato a fondo nella sua relazione con Junito. |                              |                   |
| 5 | Give It Up                   | 6 settembre 2006  |
| La vita amorosa di Ricky si complica, una casalinga disperata fa fatica a trovare ciò che vuole veramente, a un compleanno viene offerto più di una fetta di torta, e qualcuno ha bisogno di una nuova giacca. |                              |                   |
| 6 | Under Pressure               | 13 settembre 2006 |
| Qualcuno viene licenziato e qualcuno spegne il fuoco. Noah è invitato a un talk show popolare quando un certo argomento caldo diventa controverso, ma ha alcune cose da risolvere prima |                              |                   |
| 7 | Baby Can I Hold You          | 27 settembre 2006 |
| È una giornata buia nella vita dei nostri ragazzi mentre uno degli amici sperimenta l'omofobia nel peggiore dei modi. I temperamenti e le emozioni si accendono mentre i ragazzi si precipitano ad aiutare Noah. Quincy inizia una nuova crociata mentre Alex impara a difendersi e Ricky diventa il badante di Noah. |                              |                   |
| 8 | Say It Loud                  | 4 ottobre 2006    |
| Il 4 luglio vanno tutti al Black Gay Pride. Noah e la banda fanno da soli i propri abiti e insieme vanno a una sfilata di beneficenza per poi andare all'annuale festa in spiaggia. Noah capisce dove si trova il suo cuore e Wade e Dre si trovano in un crocevia critico.                                           |                              |                   |